# إيفلين ماير
إيفلين ماير (بالإيطالية: Evelyn Mayr)‏ مواليد 12 مايو 1989 في إيطاليا، هي لاعبة كرة مضرب إيطالية بدأت مسيرتها كمحترفة سنة 2006 تلعب باليد اليمنى. أعلى تصنيف لها في الفردي كان 301. أعلى تصنيف لها في الزوجي كان 247.

## روابط خارجية
- إيفلين ماير على موقع رابطة محترفات التنس (الإنجليزية)
- إيفلين ماير على موقع الاتحاد الدولي لكرة المضرب (الإنجليزية)